# تشارلز جيمس مكدونالد
تشارلز جيمس مكدونالد (بالإنجليزية: Charles James McDonald)‏ هو قاضي ومحامي وسياسي أمريكي، ولد في 9 يوليو 1793 في الولايات المتحدة، وتوفي بنفس المكان في 16 ديسمبر 1860. حزبياً، نشط في الحزب الديمقراطي. انتخب حاكم جورجيا ‏ وانتخب عضو مجلس نواب جورجيا.